# Chetina setigena
Chetina setigena là một loài ruồi trong họ Tachinidae.